# Championnat d'Italie de rugby à XV 1983-1984
Navigation
Serie A 1982-1983 Serie A 1984-1985
Le Championnat d'Italie de rugby à XV 1983-1984 oppose les seize meilleures équipes italiennes de rugby à XV. Le championnat débute en 1983 et se termine en 1984.
Comme l'année précédente, 16 équipes participent à ce championnat avec 2 groupes de huit clubs chacun. Les 4 premiers disputent le tour final et les 4 derniers la poule de relégation.
Le Petrarca Padoue, entraîné par Lucio Boccaletto, joueur et champion avec le club lors de la saison 1976-1977, remporte le championnat pour la huitième fois.

## Équipes participantes
Les seize équipes sont les suivantes :
| - Amatori Catane - Scavolini L'Aquila - Benetton Rugby Trévise - Cidneo Brescia - Lattespondi Calvisano - CUS Firenze Carnicelli - Romana Dolciaria Frascati - Lyons RDB | - MAA Assicurazioni Milano - Mogliano Fido - Ceci Noceto - Parma - Petrarca Padoue - Young Club Rugby Roma - Sanson Rovigo - San Donà Fracasso |

## Phase de groupe

### Groupe A
| Rang | Club                      | J  | V  | N | D  | Pm  | Pe  | Diff | Pts |
| ---- | ------------------------- | -- | -- | - | -- | --- | --- | ---- | --- |
| 1    | Benetton Trévise (T)      | 14 | 12 | 0 | 2  | 355 | 122 | +233 | 26  |
| 2    | San Donà Fracasso         | 14 | 11 | 0 | 3  | 263 | 140 | +123 | 22  |
| 3    | Amatori Catane            | 14 | 8  | 0 | 6  | 196 | 154 | +42  | 16  |
| 4    | Lyons RDB                 | 14 | 8  | 0 | 6  | 196 | 254 | -58  | 16  |
| 5    | Rugby Calvisano           | 14 | 7  | 0 | 7  | 128 | 150 | -22  | 14  |
| 6    | Romana Dolciaria Frascati | 14 | 4  | 1 | 9  | 164 | 214 | -50  | 9   |
| 7    | MAA Assicurazioni Milano  | 14 | 3  | 1 | 10 | 148 | 206 | -58  | 7   |
| 8    | CUS Firenze Carnicelli    | 14 | 2  | 0 | 12 | 110 | 290 | -180 | 4   |

|  | Qualifiés pour le tour final (no 1, no 2, no 3, no 4) |
|  | T : tenant du titre 1983                              |

Attribution des points :  victoire : 2, match nul : 1, défaite : 0.

### Groupe B
| Rang | Club            | J  | V  | N | D  | Pm  | Pe  | Diff | Pts |
| ---- | --------------- | -- | -- | - | -- | --- | --- | ---- | --- |
| 1    | Petrarca Padoue | 14 | 11 | 0 | 3  | 346 | 133 | +213 | 22  |
| 2    | L'Aquila Rugby  | 14 | 11 | 0 | 3  | 346 | 133 | +213 | 19  |
| 3    | Rugby Rovigo    | 14 | 9  | 1 | 4  | 233 | 141 | +92  | 19  |
| 4    | Rugby Parma     | 14 | 9  | 0 | 5  | 242 | 184 | +58  | 18  |
| 5    | Rugby Brescia   | 14 | 5  | 1 | 8  | 202 | 231 | -29  | 11  |
| 6    | Rugby Rome      | 14 | 4  | 2 | 8  | 153 | 224 | -71  | 10  |
| 7    | Ceci Noceto     | 14 | 3  | 0 | 11 | 161 | 370 | -209 | 6   |
| 8    | Mogliano Fido   | 14 | 2  | 0 | 12 | 135 | 336 | -201 | 4   |

|  | Qualifiés pour le tour final (no 1, no 2, no 3, no 4) |

Attribution des points :  victoire : 2, match nul : 1, défaite : 0.

## Tour final
| Rang | Club              | J  | V  | N | D  | Pm  | Pe  | Diff | Pts |
| ---- | ----------------- | -- | -- | - | -- | --- | --- | ---- | --- |
| 1    | Petrarca Padoue   | 14 | 13 | 0 | 1  | 330 | 124 | +206 | 26  |
| 2    | Benetton Trévise  | 14 | 11 | 0 | 3  | 351 | 159 | +192 | 22  |
| 3    | Rugby Rovigo      | 14 | 8  | 0 | 6  | 210 | 185 | +25  | 16  |
| 4    | L'Aquila Rugby    | 14 | 7  | 0 | 7  | 231 | 143 | +88  | 14  |
| 5    | Rugby Parma       | 14 | 7  | 0 | 7  | 220 | 190 | +30  | 14  |
| 6    | San Donà Fracasso | 14 | 6  | 0 | 8  | 229 | 239 | -10  | 12  |
| 7    | Amatori Catane    | 14 | 4  | 0 | 10 | 132 | 294 | -162 | 8   |
| 8    | Lyons RDB         | 14 | 0  | 0 | 14 | 93  | 447 | -354 | 0   |

|  | Vainqueur (no 1) |

Attribution des points :  victoire : 2, match nul : 1, défaite : 0.

## Tour relégation
| Rang | Club                      | J  | V | N | D  | Pm  | Pe  | Diff | Pts |
| ---- | ------------------------- | -- | - | - | -- | --- | --- | ---- | --- |
| 1    | Mogliano Fido             | 14 | 9 | 1 | 4  | 214 | 163 | +51  | 19  |
| 2    | Rugby Brescia             | 14 | 8 | 2 | 4  | 306 | 186 | +120 | 18  |
| 3    | MAA Assicurazioni Milano  | 14 | 9 | 0 | 5  | 212 | 139 | +73  | 18  |
| 4    | Rugby Rome                | 14 | 8 | 1 | 5  | 337 | 166 | +171 | 17  |
| 5    | Rugby Calvisano           | 14 | 8 | 0 | 6  | 205 | 144 | +61  | 16  |
| 6    | Romana Dolciaria Frascati | 14 | 5 | 2 | 7  | 171 | 228 | -57  | 12  |
| 7    | Ceci Noceto               | 14 | 2 | 2 | 10 | 184 | 343 | -159 | 6   |
| 8    | CUS Firenze Carnicelli    | 14 | 3 | 0 | 11 | 97  | 367 | -270 | 6   |

|  | Relégués (no 5, no 6, no 7, no 8) |

Attribution des points :  victoire : 2, match nul : 1, défaite : 0.

## Vainqueur
| Entraîneur | Entraîneur             | Lucio Boccaletto                            |
| Avants     | Pilier                 | Barbante, Putti, Rigo, Vittadello, G. Zorzi |
| Avants     | Talonneur              | Bonaiti, Mazzuccato                         |
| Avants     | Deuxième ligne         | Parenzan                                    |
| Avants     | Troisième ligne aile   |                                             |
| Avants     | Troisième ligne centre | Farina, Piovan                              |
| Arrières   | Demi de mêlée          |                                             |
| Arrières   | Demi d'ouverture       | De Lissandri                                |
| Arrières   | Centre                 | Gasparin, Parladori, Trentin                |
| Arrières   | Ailier                 | Barbini, A. Failla, D. Rinaldo              |
| Arrières   | Arrière                | Crescente, Gould, S. Marchetto              |